# Тернопільський кооперативний торговельно-економічний коледж
Тернопільський кооперативний фаховий коледж  — навчальний заклад 3-го рівня акредитації в м. Тернополі.

## Історія коледжу

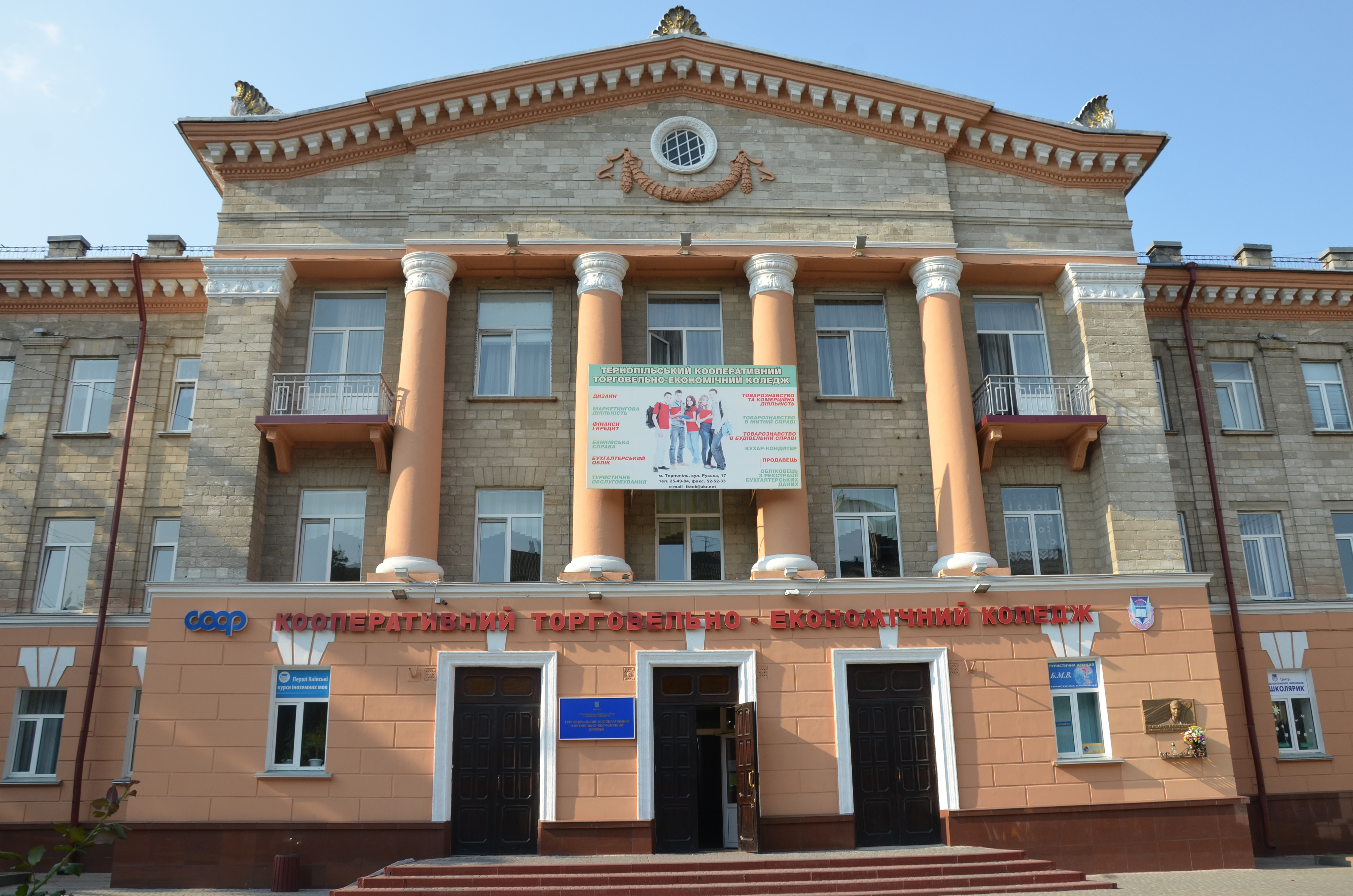
Центральний фасад будинку коледжу

Заснований 1958 в м. Тернополі на базі кадрів Бережанської торговельно-кооперативної школи як кооперативний технікум. Від 2005 — кооперативний торговельно-економічний коледж. Від 2021 Тернопільський кооперативний фаховий коледж.
Розташований на вул. Руській, 17, у центральній частині пам'ятки архітектури місцевого значення — будинку середини XX ст. (охоронний номер 233/1).

## Навчання
Коледж готує фахівців за спеціальностями:
- «фінанси, банківська справа та страхування»,
- «бухгалтерський облік»,
- «менеджмент»
- «організація обслуговування населення»,
- «дизайн»,
- «товарознавство в митній справі»,
- «товарознавство та комерційна діяльність»

Коледж підтримує зв'язки з економічними і торговельними навчальними закладами Польщі, зокрема м. Ельбльонґ.

## Педагогічний колектив
Навчальний процес на стаціонарній і заочній формі забезпечують 45 викладачів, серед них — 18 відмінників споживчої кооперації.

### Директори
- І. Жукотанський,
- Г. Бендовський,
- Є. Мельничук,
- В. Мулярчук.

## Випускники
За час існування підготовлено 22 тис. спеціалістів.
Серед відомих випускників:
- Лілія Мусіхіна — українська письменниця, етнограф, громадська діячка, активістка тернопільської «Самооборони», волонтер.
- Олександр Орляк — український військовик, почесний громадянин міста Тернополя.

Тут також навчався Герой України Назарій Войтович.